# Luigi Mancia
Luigi Mancia (také známý jako Manzo nebo Manza) (1658? Brescia – po roce 1708?) byl italský zpěvák a hudební skladatel.

## Život
O jeho mládí a hudebním vzdělání nejsou žádné informace. První doložená zpráva je z roku 1658, kdy společně se zpěvákem Ferdinandem Chiaravallem vstoupil do služeb hannoverského kurfiřta Arnošta Augusta, patrona a milovníka umění. Zde uvedl také svou první známou operu, která byla provedena na kurfiřtském dvoře za řízení dvorního kapelníka a skladatele Agostina Steffaniho.
Po návratu do Itálie působil v letech 1695 až 1696 v Římě, kde nastudoval tři opery. V následujícím roce se vrátil do Hannoveru aby představil svá nová díla a jako zpěvák vystoupil i v Berlíně. V letech 1698–1699 pobýval v Neapoli a zkomponoval dvě opery pro španělského místokrále. Na začátku roku 1701 působil jako dvorní poradce v Düsseldorfu ve službách kurfiřta Jana Viléma Falckého.
V roce 1707 doprovázel benátského velvyslance do Londýna, kde i nějakou dobu zůstal. V následující roce zkomponoval pro Benátky svou poslední známou operu Alessandro in Susa. O jeho dalším osudu není nic známo.

## Dílo

### Opery
- Paride in Ida (trattamento pastorale per musica, libreto N. Nicolini, 1687, Hannover)
- Giustino (melodramma, libreto Silvio Stampiglia, dopo Nicolò Beregan, 1695, Řím)
- Flavio Cuniberto (dramma per musica, libreto Matteo Noris, 1696, Řím)
- Il re infante (dramma per musica, libreto Matteo Noris, 1696, Řím)
- La costanza nelle selve (favola pastorale, libreto O. Mauro, 1697, Hannover)
- Tito Manilo (dramma per musica, libreto Matteo Noris, 1698, Neapol)
- Partenope (dramma per musica, libreto Silvio Stampiglia, 1699, Neapol)
- Alessandro in Susa (tragicommedia, libreto Girolamo Frigimelica Roberti, 1708, Benátky)
- Serenata (libreto Giovanni Battista Bottalicio, 1708, Brescia)

### Kantáty
- Ardo ahi lasso e non oso palesar
- Augelletti al vostro canto
- Con fosco dente di veleno infetto
- Componimento per musica in occasione del passaggio per Düsseldorf di Carlo III, re delle Spagne (per 4 voci, libreto Luigi Mancia, 1703, Düsseldorf)
- Da fantastico umor
- Donna più non amerò
- Dove trascorri incauto piede?
- E dove mi traete
- E possibile o luci adorate
- E quando o luci amate
- Il più fedele amante
- Il tempo c'ha l'ali
- In amor non ho fortuna
- La vince chi dura
- Luci belle oh Dio che fate
- Non cominci ad amar chi non ha scherma
- Non vel pensate no
- O Dio d'amor consola questo cor
- Perché mai sì crude siete
- Quando d'amor le leggi
- Quanto più mi consigliate
- Qui dove il fiato rio
- Sedea su l'erbe ove più densa l'ombra
- Se dirai d'essere amante
- Se non mi vuoi amar
- Se stringo lo scettro
- Toglietemi pietosi (Medea tradita)
- Tuffata in grembo all'acque
- Un bacio Lilla? Ohimè!
- Un bel guardo di vaga beltà
- Vasta mole fondar su l'arene
- Versatevi ai torrenti

### Chrámová hudba
- Messa per 16 voci
- Ad arma volate o furie superbe, per tenore, due violini e basso continuo
- Expugnate debellate, per contralto, 2 violini e basso continuo
- Mottetti della Beata Vergine
- L'inocenza difesa (oratorium)
- Il Sansone (oratorium)

### Instrumentální hudba
- Concerto
- Sinfonia per 2 violini, viola e basso continuo
- Sonata La Sassolesa
- Quatro sonate e sinfonie